# جون كينغ
جون كينغ (بالإنجليزية: John King) (29 نوفمبر 1933 في المملكة المتحدة - 1 ديسمبر 1982 بأستراليا في المملكة المتحدة) هو مدرب كرة قدم ولاعب كرة قدم بريطاني في مركز حراسة المرمى. شارك مع منتخب ويلز لكرة القدم. أما مع النوادي، فقد لعب مع سوانزي سيتي ونادي باث سيتي وسيدني براغ ‏.

## وصلات خارجية
- جون كينغ على موقع قاعدة بيانات كرة القدم.إي يو (الإنجليزية)
- جون كينغ على موقع ناشيونال فوتبول تيمز (الإنجليزية)